# 詹士龍
詹士龍（?—?），字雲從，號見五、见吾，江西廣信府永豐縣人，明朝政治人物。進士出身。

## 生平
萬曆三十四年（1606年）丙午科舉人，萬曆三十五年（1607年）聯捷進士。歷任淮安府知府、福建分巡興泉道副使，不畏強禦，斷還當朝宰相侵占田地，被其銜之，命招撫海寇鄭芝龍，聞者皆有難色，卒奏績，萬曆四十五年升任漳南道參政。天启二年二月，由福建参政升为广东按察使，分守岭东道。陞山西右布政、陝西左布政。時逆璫魏忠賢祠祀遍天下，士龍獨不為建，幾不免。會閹敗，晉南光祿卿，授應天府尹，尋謝政歸。

## 家族
曾祖詹潮。祖父詹橋。父詹敬承。母俞氏。永感下。弟士麟、士鳌。子詹兆恒，崇禎四年進士。